# 足立める
足立 める（あだち める、2001年11月22日 - ）は、日本のAV女優。ティーパワーズ所属。

## 略歴
2021年2月、SODクリエイトのレーベル「KMHR（キミホレ）」専属の「楠美める（くすみ める）」としてAVデビュー。所属事務所はプライムエージェンシー。
専属で4作品に出演した後、専属を離れ企画単体女優となる。
2022年2月17日、所属事務所を退所することを発表するが、AV女優は続ける意向を明かした。
2022年6月21日、「足立める」として活動することを発表。所属事務所はティーパワーズ。

## 人物
愛媛県出身。
趣味は、えちえちな自撮り・アニメ鑑賞。
小学1年の頃に父親が持っていたビデオやエロ本を見たのが性の目覚めで、オナニーもその頃からしていた。
初体験は17歳の時で、期待していたよりも気持ちよくもなく特に何もなかったと話している。
裏アカしながらカフェ店員をしていたが、楽しくなくて辞めたいと思い、次に何しようかと考えた時に唯一やりたいことといえばエロだからAVしよっとなり、AV女優となった。
元々AVが好きで、かわいい女の子がエッチなことになってしまっているのを見るのが好きだという。また、有名になった女優がマルチに活躍しているところにも魅力を感じていて、自分も女優になっていろいろなところにチャンスの芽を伸ばていきたいと話している。

## 作品

### アダルトDVD
「楠美める」名義
- 「虚無〜。だからAVに出る。」 エロでしか満たされない地雷系裏垢(urameru666)女子 AV debut 楠美める（2月25日、SODクリエイト）
- 「おにーさんだけの痴女になってやんよ♡」 小悪魔ロリめるる（3月25日、SODクリエイト）
- 顔面優勝♡ なお顔に20発の精子た〜っぷりぶっかけ まっちろどろどろほしがり乱交せっくしゅ♡（4月22日、SODクリエイト）
- 「めるしか勝たん?じゃあ中に出していいよ♡」 めるる最推しのフォロワーさんと夢の初中出しオフパコ♡（5月20日、SODクリエイト）
- 陰キャJ〇がサキュバスとの契約で淫キャデビュー! カラダの自由を奪う催眠能力でどんな男も強制М男化!!（7月8日、SODクリエイト）
- KANCOS STYLE @める #ちょいピス即イキ円光娘（8月27日、FIRST STAR）※「める」名義
- レイプ! 裏切りの連鎖!お嬢様学校の女子○生! 中出しされたくなかったら、お前の友達を呼べ! 生徒は自分の担任を、担任は教え子を身代わりにする無理矢理イカせる激ピスでエンドレス中出し・合計10発!! 恐怖に支配された廃病院（10月7日、サディスティックヴィレッジ）

- 野外露出ダンスレズ 2 涼花くるみ 楠美める（1月18日、ゆりえっち/妄想族）
- 素人羞恥ナンパ! 友達の前でガチ H!! 「友達の前でエッチするとか本当ムリだから!」 恥ずかしいほど感じてしまう女の娘たちの痴態!?（2月11日、ホットエンターテイメント）
- ゴム無しセックスしか勝たん! トー横界隈に流れ着いたぴえん系地雷女子のパイパンマ〇コに生中出し!（3月8日、ボニータ/妄想族）※「める」名義
- エモレズ 世界でもっともエモいレズ 楠美める 長谷川古宵（3月10日、Mr.michiru）
- メガネ外したら『何も見えな〜い』超ド近眼女子にエッチな悪戯 女友達にギン勃ちしちゃったボクはハメを外して生ハメ中出ししちゃってマジ気まZッ!!（3月11日、ホットエンターテイメント）
- 耐えたら賞金!ダメならデカマラ即ハメ! 未成年女子大生ガニ股顔面騎乗クンニチャレンジ! 敏感なクリの皮を剥かれデロデロに舐められ膣穴に舌を捻じ込まれガックガック絶頂イキ潮噴出しまくり!! 発情10代ナマオメコに、中出し合計11発! 3（3月24日、サディスティックヴィレッジ）
- 野外露出 全裸羞恥ディルドオナニー 2（4月5日、ゑびすさん/妄想族）
- 世間知らずでおバカな女が選挙に出馬!? オジサン権力者のHな裏取引にまんまとハマりそのまま乗られて種付けされた女性議員たち 異政界行ったら本気汁だす（4月8日、ホットエンターテイメント）
- 野外トランスダンス（5月2日、ゑびすさん/妄想族）
- 団地掲示板に「夫婦生活に関する調査 報酬1万円」の求人の誘いに乗って来た団地妻にデカチン見せつけたら旦那との違いに困惑しながらも凝視してたのでそのまま生挿入したら、つい中出ししてしまいました。 2（8月12日、ホットエンターテイメント）

「足立める」名義
- 妻が女友達と行った旅行で知らない男にナンパされていた。 藤井いよな（4月4日、アタッカーズ）※主演は藤井いよな。足立は親友役で出演。
- 本当にあった全裸旅館 28 ネットの評判を過剰に意識しすぎた結果、行き過ぎたおもてなしで男の欲望のすべてを満たしてくれるエロ過ぎる温泉旅館に行ってきた! 波多野結衣 真矢みつき 足立める（5月2日、ルビー）
- 美人奥様に街角アタオカ調査! 高収入の男or高チ○ポの男 好きなのはどっち?? 戸惑う奥様にデカチン見せつけ即ハメ生中出し（6月9日、ホットエンターテイメント）
- 大嫌いなキモおじファンに囲まれて… 崖っぷち地底アイドルの病みオフパコ枕営業 足立める（6月20日、グローリークエスト）
- 試着室でアパレル店員が裾上げしている最中に性器露出!? 営業中にそのまま密室性交!!（7月14日、グーニーズ）
- 緊縛露出羞恥に目醒めたド変態マゾ制服美少女 足立める（12月19日、無垢）

### アダルトVR
「楠美める」名義
- エロ垢フォロワー7万人の大人気裏垢女子 個人撮影会でアへ顔ダブルピース変態コスプレオフパコ（5月20日、SODクリエイト）
- エロ垢メンヘラ地雷系女子めるちゃん 求められたいメンヘラ女子は好き放題ハメまくれて中出しもできる都合の良い最高のセフレ!（7月5日、SODクリエイト）
- 片想いの幼馴染がまさかの裏垢女子!?家出してきてボクだけにオフパコ筆おろし（8月4日、MAX-A）
- パンスト足フェチ 接写VR（9月1日、MAX-A）
- 食い込み接写オナニーVR 2（10月13日、MAX-A）

- 【ノーモザイク】 終始パンツは脱がせずに手コキ&フェラで射精させてくれる パンツ越しチ○コいじりVR（2月7日、SODクリエイト）
- 〈全員Aカップ!ちっぱい限定!〉 僕が実家に帰省し、玄関の扉を開けた瞬間からエッチな波状攻撃が始まりました… 義妹6人が僕を取り合う!? 3年振りの帰省に興奮するちっぱい's 舌を使った舐め尽くし波状攻撃でギンギンになったおち○ぽをちっパイズリでメタメタにしごかれ、帰省から寝るまで気付けば10発も射精していた僕…（2月24日、SODクリエイト）

### ネット配信
「楠美める」名義
- マジ軟派、初撮。 1671 UFOキャッチャーでぬいぐるみを取ってあげたらホイホイとホテルまで付いてきてしまったイマドキ女子を性態調査!「小さいから自信なくて…」と控えめな胸を気にする様にキュン死!（8月3日、ナンパTV）※「める」名義
- める（10月6日、素人おかしや）※「める」名義
- 舌ベロメイト 〜顔舐め唾垂らし〜（10月15日、アドア）
- 歯フェチ 〜激レア口内観察〜（10月15日、アドア）
- 舌ベロフェチ 〜タコチューで唾溜め顔舐め〜（10月22日、アドア）
- 舌ベロメイト 〜淫乱な顔舐め&鼻フェラ〜（10月22日、アドア）
- 唾フェチ 〜唾垂らし&唾吐き〜（10月22日、アドア）
- くすぐりフェチ 〜初めてのM男くすぐり〜（10月25日、アドア）
- くすぐりメイト 〜LEOHEXでM男くすぐり〜（10月25日、アドア）
- 乳首マニア 〜指フェラ&お返しに乳首責め乳首イキ〜（10月25日、アドア）
- くすぐりフェチ 〜乳首責め&エアーセックス〜（10月25日、アドア）
- くすぐりフェチ 〜初めてのベッド拘束くすぐり〜（10月25日、アドア）
- くすぐりマニア 〜初めてのくすぐり感度チェック〜（10月25日、アドア）
- 舌ベロプレイ 〜竿付きパンツフェラ〜（10月25日、アドア）
- AV男優もタジタジになるほどの性欲強すぎレイヤー（11月1日、	投稿マーケット素人イッてQ）
- 野外露出ダンスレズ(1)〜バイカー乳首舐めダンス（12月1日、feti072.com）※DVD『野外露出ダンスレズ 2』の一部
- めるちゃん（12月30日、俺の素人）※「める」名義

- 野外露出ダンスレズ(2)〜アメスクベロキスダンス（1月10日、feti072.com）※DVD『野外露出ダンスレズ 2』の一部
- 野外露出ダンス（1月23日、feti072.com）
- 野外露出ダンスレズ(3)〜BDSMレズセックスダンス（2月2日、feti072.com）※DVD『野外露出ダンスレズ 2』の一部
- ももこ（3月18日、素人参加バラエティ）※「ももこ」名義
- ゆき（4月29日、素人道）※「ゆき」名義
- 野外露出調教羞恥オナニー（5月8日、feti072.com）
- める（5月12日、スーフリch）※「める」名義
- 【3P乱交】極細スレンダーボディに権力チ●ポ2本刺しでアヘ顔昇天!!夢見る新人グラドルに襲いかかる芸能界の闇!!!（5月31日、まんまんランド）※「はごろも」名義

- メル（6月21日、ZOOOthe100）
- める (smuh010)（9月30日、素人ムクムク-痴-）
- める (gant013)（11月10日、ギガンテス）
- meruさん（11月12日、路地裏ぱんぱん）

### イメージDVD / BD
◎はBD版発売作品。
「楠美める」名義
- Meru Melty sweetheart・楠美める（2021年6月3日、REbecca）◎
- Fetish Time（2021年10月31日、スパークビジョン）
- AV女優 楠美める（2022年1月26日、スパークビジョン）◎

### デジタル写真集
「楠美める」名義
- Meru Melty sweetheart・楠美める（2021年7月22日、REbecca）
- AV女優（2022年4月29日、スパークビジョン）
- エモレズ（2022年5月21日、ソフト・オン・デマンド）

## 出演

### 舞台
- 月の兎（2022年8月10日 - 13日、劇場πTOKYO）[7]

### テレビ
- 魚拓と成瀬のツキとスッポンぽん #428,#429（2022年11月13日,20日、パチ・スロ サイトセブンTV）[8][9]

## 掲載

### 雑誌
- 月刊FANZA 20221年4月号（ジーオーティー） - インタビュー
- 月刊ソフト・オン・デマンド 4月号 VOL.19（ソフト・オン・デマンド） - インタビュー
- 月刊ソフト・オン・デマンド 10月号 VOL.25（ソフト・オン・デマンド） - グラビア